# ESTRO (Clan)
eSTRO  (Hangeul: 이스트로) ist ein ehemaliger südkoreanischer E-Sport-Clan, der im Jahr 2002 gegründet wurde und seit 2006 eSTRO hieß. Der Clan besaß eine Teamlizenz für die renommierte Proleague und war damit eins der damals zwölf koreanischen Starcraft-Profiteams. Im August 2010 löste sich der Clan auf.
Der Clan zeichnete sich dadurch aus, dass er lange Zeit als einziges Profiteam auf einen hohen Bekanntheitsgrad außerhalb Südkoreas Wert legte. So besaß eSTRO von 2007 bis 2009 eine eigene Counter-Strike-Mannschaft, die gute Platzierungen bei den World Cyber Games, den ESL Intel Extreme Masters und dem Electronic Sports World Cup erreicht hat und sich in den Top 10 der G7 Rankings befand. Außerdem standen in der Vergangenheit besonders viele StarCraft-Legionäre bei eSTRO (ehemals AMD Dream Team, Hexatron Dream Team, e-Nature Top Team) unter Vertrag.
eSTRO gehörte der International e-Sports Group (IEG), welche die Übertragungsrechte für die Proleague besitzt und diverse andere Wettbewerbe ausrichtet. Der ehemalige Teammanager Daniel Lee (eigentlich: Lee Ji-ho) verbrachte einen Großteil seines Lebens in den USA und konnte daher perfekt Englisch sprechen.

## Geschichte
eSTRO wurde 2002 als AMD Dream Team gegründet und unterschied sich schon damals in der hohen Anzahl an ausländischen Spielern von den anderen ProLeague-Teilnehmern. Unter anderem zählten der Kanadier Guillaume „Grrr“ Patry und der Franzose Bertrand „ElkY“ Grospellier zum Kader der Mannschaft. 2003 wurde der Clan von dem Unternehmen Hexatron übernommen und Ende 2004 an e-Nature veräußert. Allerdings blieb das Team in der ProLeague erfolglos, es beendete sie im Jahr 2005 sogar auf dem letzten Platz. So kam es am 16. Oktober 2006 zu einem erneuten Managementwechsel: Die International e-Sports Group wurde neuer Besitzer und ließ die Marke eSTRO entstehen.
Kurze Zeit später wurde mit Kim „GoStop“ Dong-moon ein Warcraft-III-Spieler präsentiert und im Laufe der Zeit sollte eine komplette Mannschaft aufgebaut werden. Die Pläne scheiterten jedoch und Ende 2007 verkündete Kim seine Inaktivität.
Am 12. März 2007 wechselte das Counter-Strike-Team, das zuvor unter dem Namen project_kr bekannt war, zu eSTRO. Auf den World Cyber Games 2007 kam die Mannschaft unter die acht besten Teams. Zwei Wochen später qualifizierte es sich auf der IEM II Global Challenge in Los Angeles für die Finals auf der CeBIT 2008. Dort konnte eSTRO überraschend den zweiten Platz erreichen. Im Juli 2008 nahmen die Südkoreaner an den ESWC Masters in Paris teil und erreichten die Top 8. Dies war ausreichend, um eine der drei Teilnahmeberechtigungen am Electronic Sports World Cup 2008 in San José zu gewinnen. Dort kam eSTRO bis ins Finale, unterlag dann jedoch MeetYourMakers aus Polen. Auf den World Cyber Games 2008 belegten die Koreaner den dritten Platz. Im Halbfinale unterlagen sie den Schweden von SK Gaming.
Clanmanager Daniel Lee zog sich 2008 aus dem aktiven Geschehen zurück. Januar 2009 wurde bekannt, dass das Counter-Strike-Team von eSTRO zum Konkurrenten WeMade FOX wechselt. Neue Verpflichtungen waren nicht geplant.

## Erfolge (Auszug)

### Counter-Strike
- World Cyber Games 2007: Top 8
- ESL Intel Extreme Masters II: 2. Platz
- Electronic Sports World Cup 2008: 2. Platz
- World Cyber Games 2008: 3. Platz